# Sixten Eckerberg
Axel Sixten Lennart Eckerberg (* 5. September 1909 in Hjältevad; † 9. April 1991 in Göteborg) war ein schwedischer Dirigent, Pianist und Komponist.

## Leben
Eckerberg, ein gebürtiger Småländer, studierte von 1927 bis 1932 Klavier, Dirigieren und Komposition an der Königlichen Musikhochschule Stockholm, wo Lennart Lundberg, Olof Wibergh, Ollalo Morales und Ernst Ellberg zu seinen Lehrern zählten. Gefördert durch ein Jenny-Lind-Stipendium setzte er seine Studien anschließend im Ausland fort und nahm Unterricht bei Felix Weingartner (Dirigieren) in Basel, Emil von Sauer (Klavier) und Oswald Kabasta (Dirigieren) in Wien sowie Isidore Philipp (Klavier) in Paris.
Von 1937 bis 1969 wirkte Eckerberg als Chefdirigent des Rundfunkorchesters Göteborg, unter welchem Namen die Göteborger Symphoniker zu dieser Zeit in Rundfunkübertragungen und -aufnahmen auftraten. Insgesamt leitete er 762 Aufführungen der Göteborger Symphoniker. Daneben trat er auch im Ausland als Gastdirigent auf, so etwa in Warschau, Rom, Paris, Budapest, Mexiko und Guatemala. Ab 1970 lebte er als freischaffender Komponist in Göteborg.

## Stil
Eckerbergs kompositorische Laufbahn begann in den frühen 1940er Jahren, nachdem er sich als Dirigent und Pianist bereits einen Namen gemacht hatte. Seine Tonsprache orientierte sich zunächst an den für die damalige schwedische Musikszene typischen Tendenzen und kombiniert die (national-)romantische Tradition mit einem neoklassizistischen Einschlag, wobei ein nordischer Tonfall angestrebt wird. Kontrapunktische Verarbeitung und manchmal impressionistisch angehauchte Farbgebung charakterisieren seinen Stil. In späteren Jahren integrierte er teilweise auch modernere Einflüsse wie in der expressionistische Züge aufweisenden, sich jedoch weiterhin im Rahmen freier Tonalität bewegenden Sinfonie Nr. 3.
Den Schwerpunkt seines Œuvres bildet die Orchestermusik, bei der sich großformatige, ambitionierte Werke mit leichteren Kompositionen abwechseln, die eher Serenaden- oder Gelegenheitscharakter besitzen.

## Werke
- Orchesterwerke
  - Sinfonie Nr. 1 (1941)
  - Sinfonie Nr. 2 (1944)
  - Sinfonie Nr. 3 Canzone d’autunno (1965)
  - Sommermusik, Suite op. 1 (1941)
  - Sub luna op. 4 (1942)
  - Vom Sommen, Vier Naturbilder op. 6 (1943)
  - Visione (1961)
  - Viel Lärm um nichts, Suite (1963)
  - Le danze della vita (1970)
  - Die Sage von den Asen (1971)
  - Serenade (1972)
  - Symphonie pastorale nach Ludwig van Beethovens Sinfonie Nr. 6 (1973)
  - Epilog, Suite (1979)
- Konzerte
  - Klavierkonzert Nr. 1 op. 5 (1942, rev. 1943)
  - Klavierkonzert Nr. 2 (1949)
  - Klavierkonzert Nr. 3 (1971)
  - Concertino für Klavier und Orchester (1962)
  - Violoncellokonzert (1973)
  - Sinfonia für Bassflöte und Orchester (1973)
- Opern
  - Zorn, Musiknovelle (Oper) nach Per Lager für Sprecher, Sopran, Tenor und Orchester (1972)
  - Der große Bankraub, Oper (1975)
  - Die Auferstehung, Oper in drei Akten (1975/76)
- Vokalmusik
  - Lied an die Liebe, Kantate nach Đoàn Thị Điểm für Sopran, Tenor, Chor und Orchester (1974)
  - Havamal für Männerchor und Orchester (1979)
  - Nocturne, Fünf Lieder für Stimme und Orchester (1946, 1970/71)
  - Drei Lieder nach Edith Södergran für Stimme und Klavier (1942)
  - Trilogie nach Lars Forssell für Stimme, Flöte und Schlagwerk (1969)
- Kammer- und Klaviermusik
  - Promenade, Suite für Bläsersextett (1972)
  - Trio concertante für Flöte, Violoncello und Klavier (1966)
  - Vier schwedische Arabesken für Violine und Klavier (1967)
  - Chaconne und Allegro für Violine und Klavier (1971)
  - Duo für Flöte und Violoncello (1964)
  - Hommage à Frédéric Chopin, Zehn Préludes für Klavier (1966)
  - Aus meiner Jugend, Suite für Klavier (1974)
  - Sommererinnerungen, Sechs Klavierstücke (1979)